# ایمان صادقی (کشتی‌گیر)
ایمان صادقی کشتی‌گیر ایرانی زاده شهرستان جویبار استان مازندران است. وی در رقابتهای کشتی آزاد قهرمانی جوانان جهان در سال ۲۰۱۴ که در کرواسی برگزار شد توانست مدال طلا را در وزن ۶۰ کیلوگرم کسب کند. وی در مسابقات کشتی قهرمانی جوانان جهان در برزیل نیز برای دومین سال متوالی قهرمان وزن ۶۰ کیلوگرم شد.
فن جالب ایمان صادقی در مرحله نیمه نهایی کشتی آزاد جوانان جهان کرواسی در مصاف با حریف روسی خود و خاک کردن وی مورد توجه قرار گرفت و فدراسیون جهانی کشتی ویدئویی از این حرکت منتشر کرد.
پس از اشتباهات ایمان صادقی در بازی پرسپولیس و سپاهان که دروازه‌بان پرسپولیس در این بازی بود تعدادی از هوادران به اشتباه به صفحه اینستاگرام او که همنام دروازه‌بان پرسپولیس بود حمله کردند